# Nissan R390 GT1

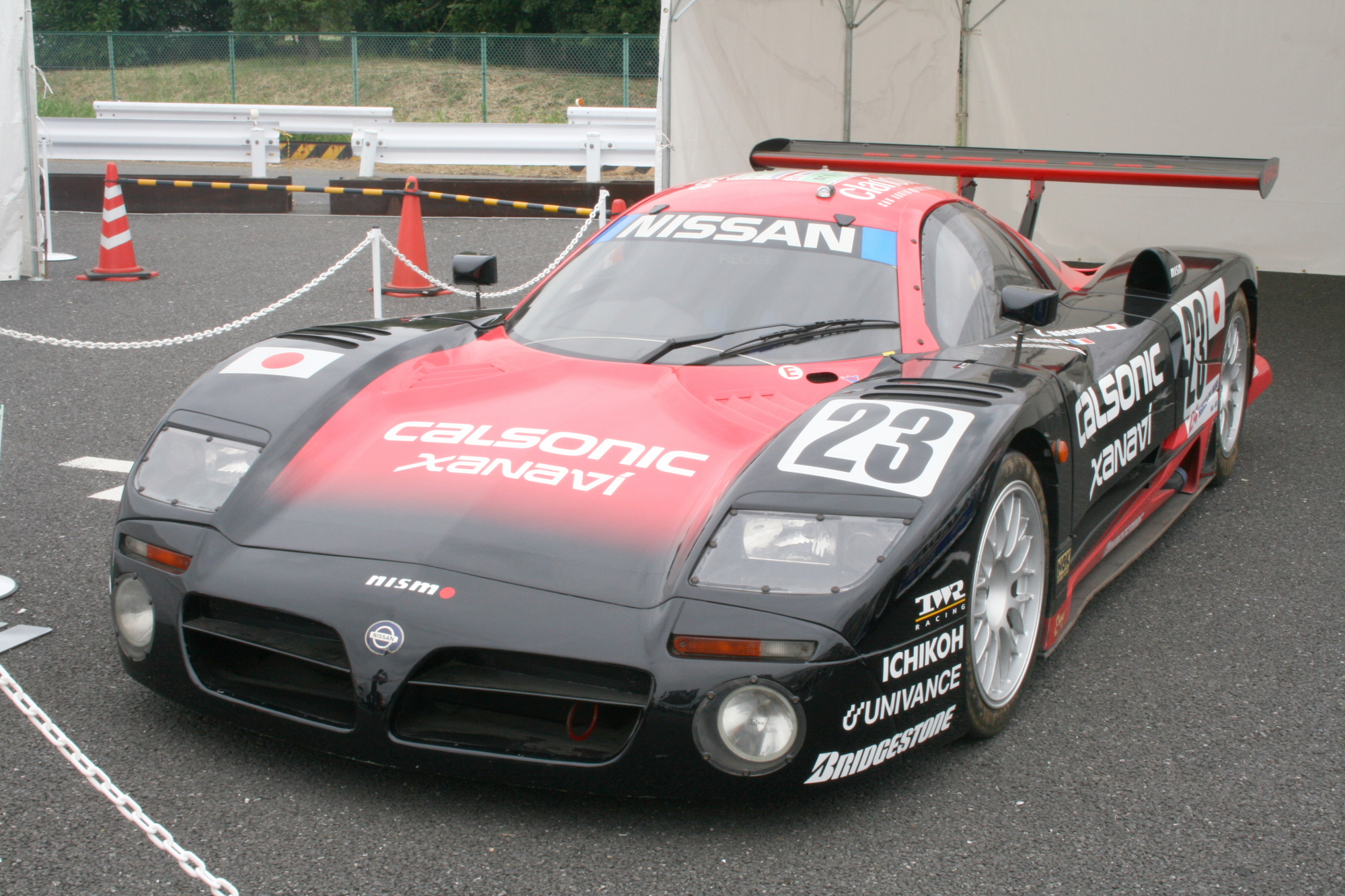
Der Nissan R390 GT1 aus dem Jahr 1997

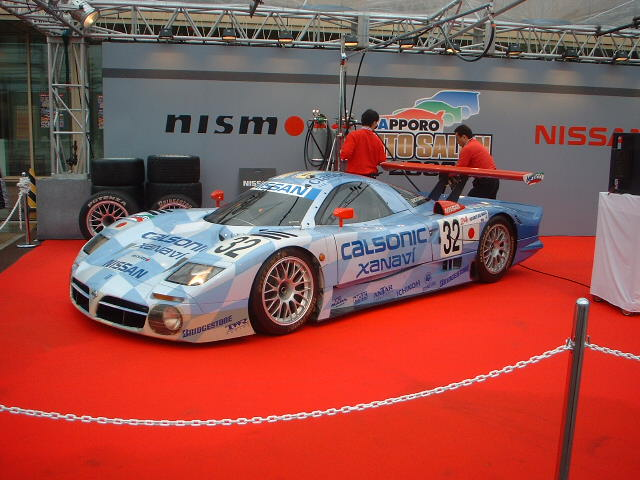
Der Nissan R390 GT1 aus dem Jahr 1998

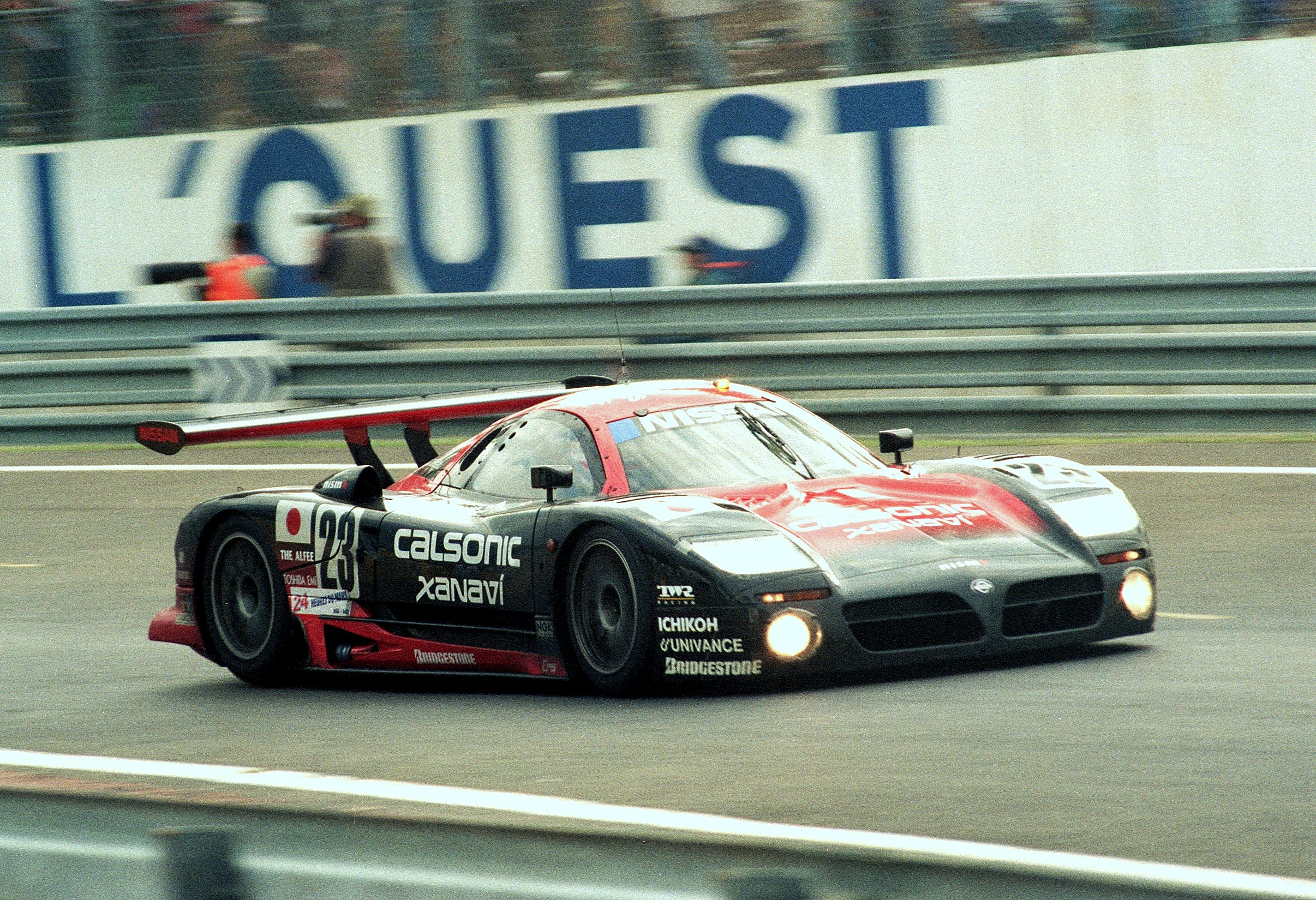
Der Nissan R390 GT1 von Kazuyoshi Hoshino, Érik Comas und Masahiko Kageyama berim 24-Stunden-Rennen von Le Mans 1997

Der Nissan R390 GT1 ist ein Rennwagen, der für die Teilnahme an den 24 Stunden von Le Mans 1997 und 1998 gebaut wurde. Er wurde nach dem Reglement der GT1-Klasse konstruiert, das eine durch die FIA homologierte Straßenversion verlangte.

## Entwicklung
Nachdem Nissan bei den 24 Stunden von Le Mans 1995 und 1996 mit dem Skyline GT-R LM angetreten  war, dieser aber keine Siegchance gegen die aufkommende, neue Generation der GT1-Fahrzeuge im Stile eines McLaren F1-GTR oder Porsche 911 GT1 besaß, beschloss der Nissan-Vorstand speziell für dieses Rennen einen neuen Supersportwagen zu bauen. Für die Entwicklung des Wagens wandte er sich an Tom Walkinshaw Racing (TWR). In Anlehnung an den Nissan R380, einem Sportwagen aus den 60er-Jahren, beschloss Nissan den neuen Sportwagen R390 zu nennen.
Das Design des R390 stammte von Ian Callum, der zuvor den Aston Martin DB7 entworfen hatte. Damit der Wagen eine Ähnlichkeit zu den Serienfahrzeugen von Nissan hatte, griff er für die Frontpartie auf die Lichter des 300ZX zurück und integrierte den für Nissan typischen zweigeteilten Kühlergrill. Der Rest der Form und die Aerodynamik generierte sich aus unzähligen Windkanaltests mit kleineren Modellen in England und später mit dem Original im Nissan Technical Centre in Atsugi, Japan.
Für das Chassis war Tony Southgate, der schon den 1988 in Le Mans siegreichen Jaguar XJR-9 konstruiert hatte, zuständig. Der Motor des R390 GT1 basierte auf dem bereits 1989 im Nissan R89C eingesetzten VRH35Z. Die überarbeitete Version wurde VRH35L genannt, verfügte über acht Zylinder und erzeugte mit Hilfe eines Twinturboladers aus einem Hubraum von 3496 cm3 eine Leistung von circa 641 PS (478 kW) bei 6800 Umdrehungen pro Minute. Um diese Leistung optimal auf den Asphalt übertragen zu können, erhielt der R390 GT1 eine Startautomatik (Launch-Control) und eine Traktionskontrolle (Traction-Control), die das Durchdrehen der Räder durch geringere Benzineinspritzung in die Zylinder verhinderte. Motor und Hinterräder verband ein sequentielles 6-Gang-Getriebe, das eine Beschleunigung des 1098 kg schweren R390 GT1 von 0 auf 100 in 3,8 Sekunden ermöglichte.

## Renneinsätze
Zur 1997er Auflage des 24-Stunden-Rennens von Le Mans brachten TWR und Nissan drei der neuen R390 GT1 an den Start. Nachdem Nissan während der Vor-Qualifikation im Mai die schnellste Runde gefahren hatte, zählten die Rennwagen zu den Favoriten. Im wärmeren Juni kam Nissan an die in der Vor-Qualifikation erzielten Zeiten nicht mehr ganz heran, war aber trotzdem immer noch vorne mit dabei. Im Rennen traten an allen drei Autos Probleme mit der Kühlung des Getriebes auf, die einige Zeit kosteten und bei Auto Nummer 22 sogar zum Ausfall führten. Wenig später schied auch der schnellste Wagen, Nummer 21, nach einem Dreher aus. Der einzige Wagen, der durchhielt, beendete das Rennen mit 67 Runden Rückstand auf Rang zwölf.
Für das 24-Stunden-Rennen von Le Mans 1998 hatte TWR die Zuverlässigkeit des R390 verbessert und zudem die Aerodynamik optimiert. So bekam der Wagen ein sogenanntes Longtail, zu deutsch Langheck – d. h. das Heck wurde um dreizehn Zentimeter verlängert – und einen neuen, tieferen Heckflügel um den Luftwiderstand weiter zu verringern. Auch diesen Wagen gab es, wie vom Reglement vorgeschrieben, wieder als Straßenversion. In den Qualifyings konzentrierte man sich nun nur noch auf die Rennabstimmung, während Porsche, Toyota und Mercedes um die Pole kämpften. Im Rennen dann fehlte es gegenüber der Konkurrenz an Schnelligkeit, doch die Zuverlässigkeit war kein Problem mehr, so dass alle vier eingesetzten Wagen im Formationsflug durchs Ziel fahren konnten. Sie belegten die Ränge drei, fünf, sechs und zehn.

## Straßenversion
Von der durch das Reglement verlangten Straßenversion wurde nur ein Exemplar gebaut. Sie ist 1180 kg schwer, verfügt über einen auf 345 PS gedrosselten Motor und steht heute in Nissans Niederlassung in Zama (Kanagawa).

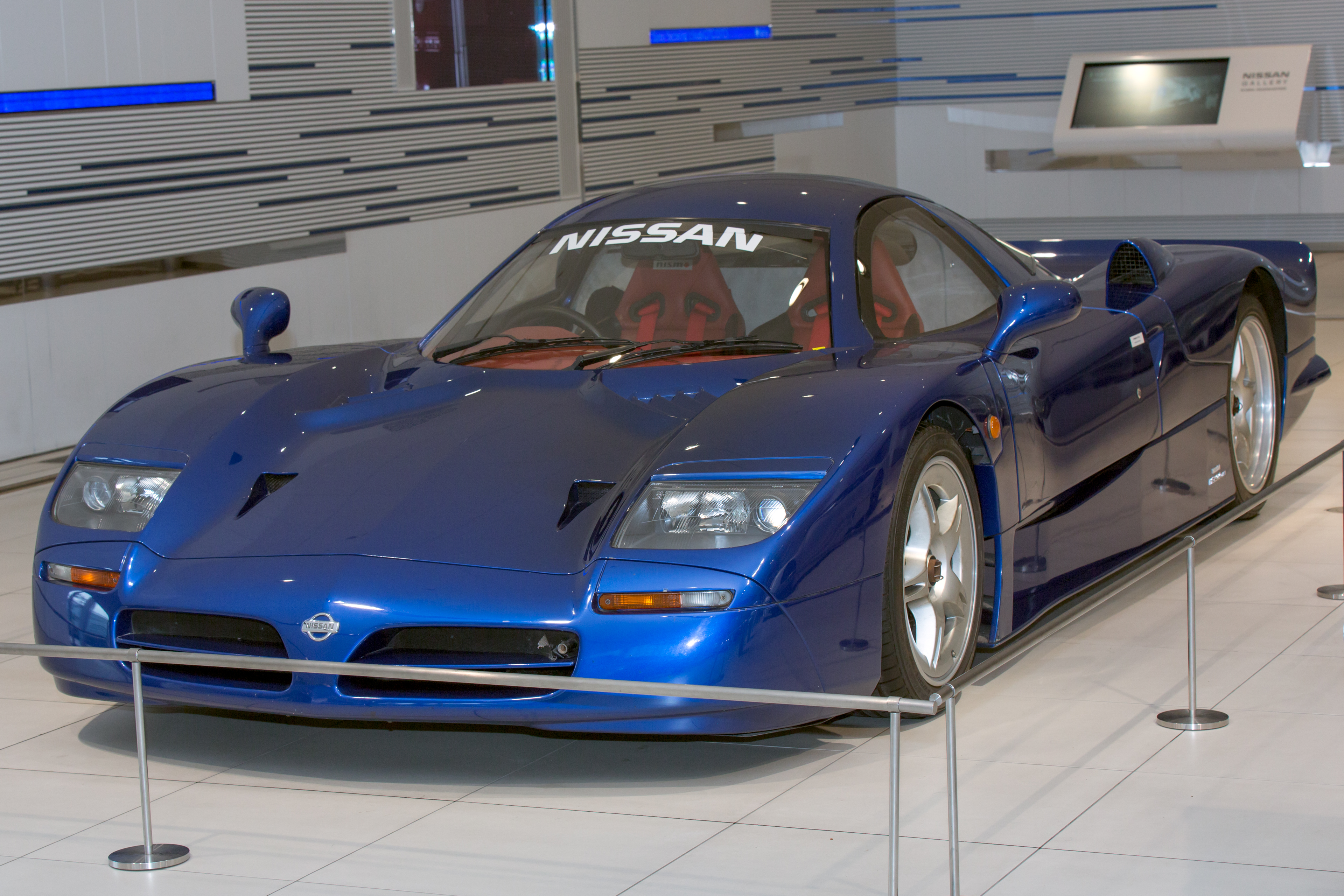
Straßenversion
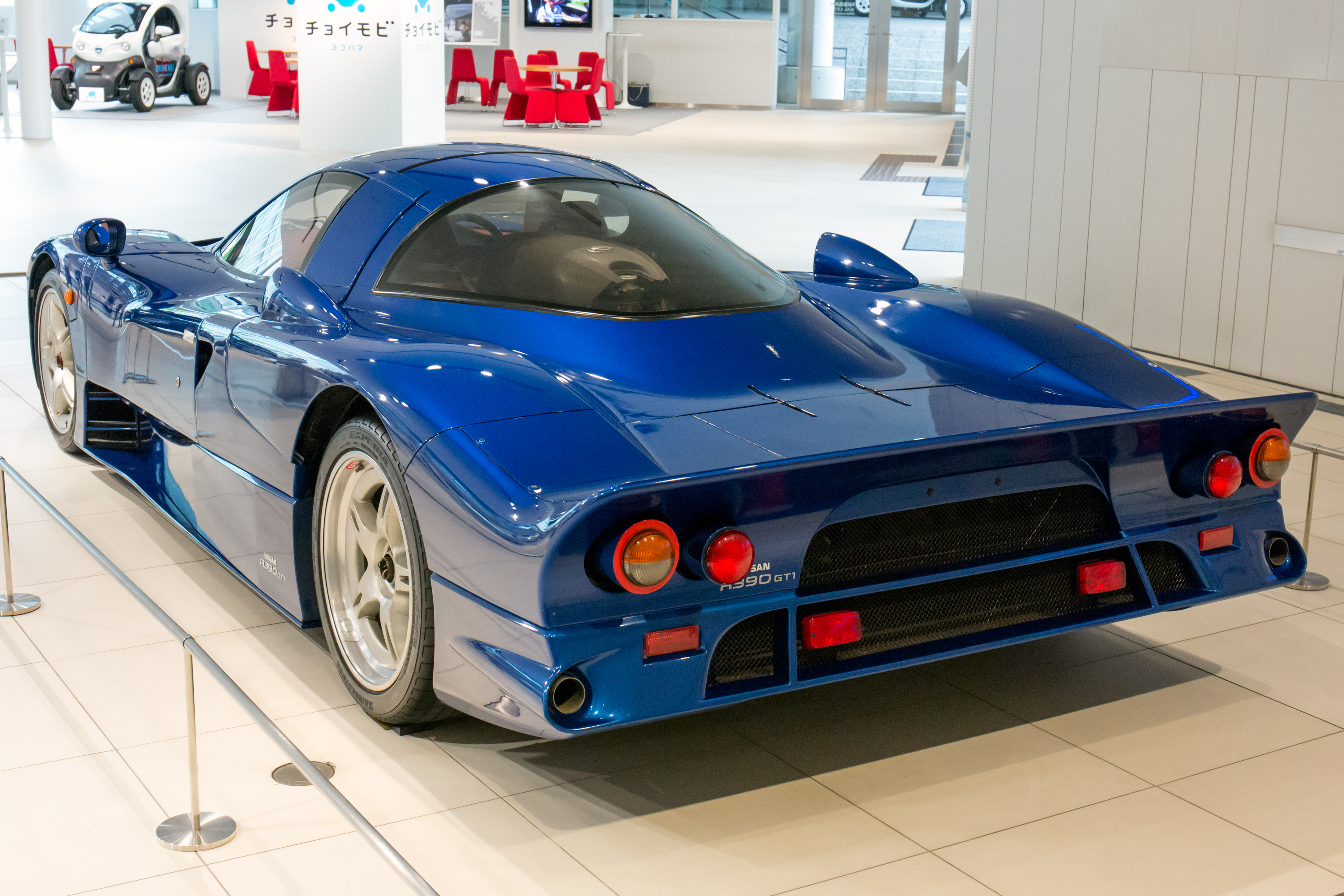
Heckansicht

## Technische Daten
Nissan R390 GT1 (1997):
- Länge in mm: 4590
- Breite in mm: 1990
- Höhe in mm: 1143
- Radstand in mm: 2710
- Gewicht in kg: ca. 1098

Nissan R390 GT1 (1998):
- Länge in mm: 4720
- Breite in mm: 2000
- Höhe in mm: 1143
- Radstand in mm: 2710
- Gewicht in kg: ca. 1027